# Jürgen Theuerkauff
Jürgen Theuerkauff (n. 8 septembrie 1934, Berlin, Germania Nazistă – d. 5 septembrie 2022, Bonn, Germania) a fost un scrimer german, medaliat olimpic. A participat la 3 ediții ale Jocurilor Olimpice (1960, 1964, 1968) în care a câștigat o medalie de bronz.